# Gloria divina
Gloria (del latín gloria, "fama, renombre") o Gloria divina es un concepto teológico del judaísmo y el cristianismo para denotar la manifestación de la presencia de Dios.
Dios es denominado "el más glorioso" de los seres. La creación del hombre "a su imagen y semejanza" implica que el hombre puede participar, imperfectamente, de la gloria divina como portador de su imagen.
La escatología cristiana sitúa el destino de los bienaventurados (primero sus almas inmortales, tras la muerte corporal de cada uno, y tras el juicio final tanto los cuerpos como las almas) en el "cielo" o "paraíso", cuyo premio es el gozo eterno de la gloria de Dios (glorificación). En la Gloria, Dios Padre sienta a su derecha a Jesucristo (Dios Hijo); y, según el dogma católico (no compartido por el protestantismo) acoge especialmente en su presencia a la Virgen María (asunta en cuerpo y alma) y a los santos, que interceden por los hombres (comunión de los santos). La interpretación de distintos pasajes bíblicos (particularmente las teofanías del Antiguo Testamento y el Apocalipsis en el Nuevo) y textos medievales (particularmente el Pseudo Dionisio) supone la presencia en la gloria divina de los coros angélicos, entre los que están los querubines (su nombre significa "los cercanos", como guardianes de la gloria de Dios), rodeando el trono de Dios; mientras que los ángeles caídos, como consecuencia de su rebelión, están privados de ella, al igual que los condenados.

## Etimología
"Gloria" es una de las palabras más comunes en la Biblia. En el Antiguo Testamento se usa para traducir varias palabras hebreas, como hod (הוד) y kabod (כבד K-B-D); y en el Nuevo Testamento para traducir la palabra griega doxa (δόξα). La palabra hebrea kabod originalmente significaba "peso" o "gravedad". La misma palabra se usa para expresar "importancia", "honor" y "majestad". Las versiones griegas de la Biblia hebrea (Septuaginta) tradujeron este concepto con la palabra doxa, lo que explica que los autores del Nuevo Testamento la usaran a su vez. Doxa originalmente significaba "juicio" u "opinión", y por extensión "buena reputación", "honor". Asumiendo que estas diferentes palabras y usos se ajustaban a un concepto único, San Agustín lo entendió como clara notitia cum laude (en latín "brillante celebridad con alabanza").

## Iconografía
La iconografía de la gloria divina se suele realizar mediante la utilización de fondos dorados, mandorlas, nimbos, o con el recurso denominado "rompimiento de Gloria". Todos ellos se basan en la irradiación de luz y la alteración cromática, que en la naturaleza pueden compararse a fenómenos ópticos atmosféricos como el denominado "gloria" o el arco iris (que en la Biblia simboliza la alianza de Dios con el hombre) o la mera interposición de las nubes frente al sol.
Temas artísticos relacionados son la iconografía de la Trinidad, el bautismo de Cristo, la transfiguración, la ascensión de Cristo, la asunción de la Virgen, la coronación de la Virgen, el juicio final, la Virgen en gloria, la sacra conversazione, etc.

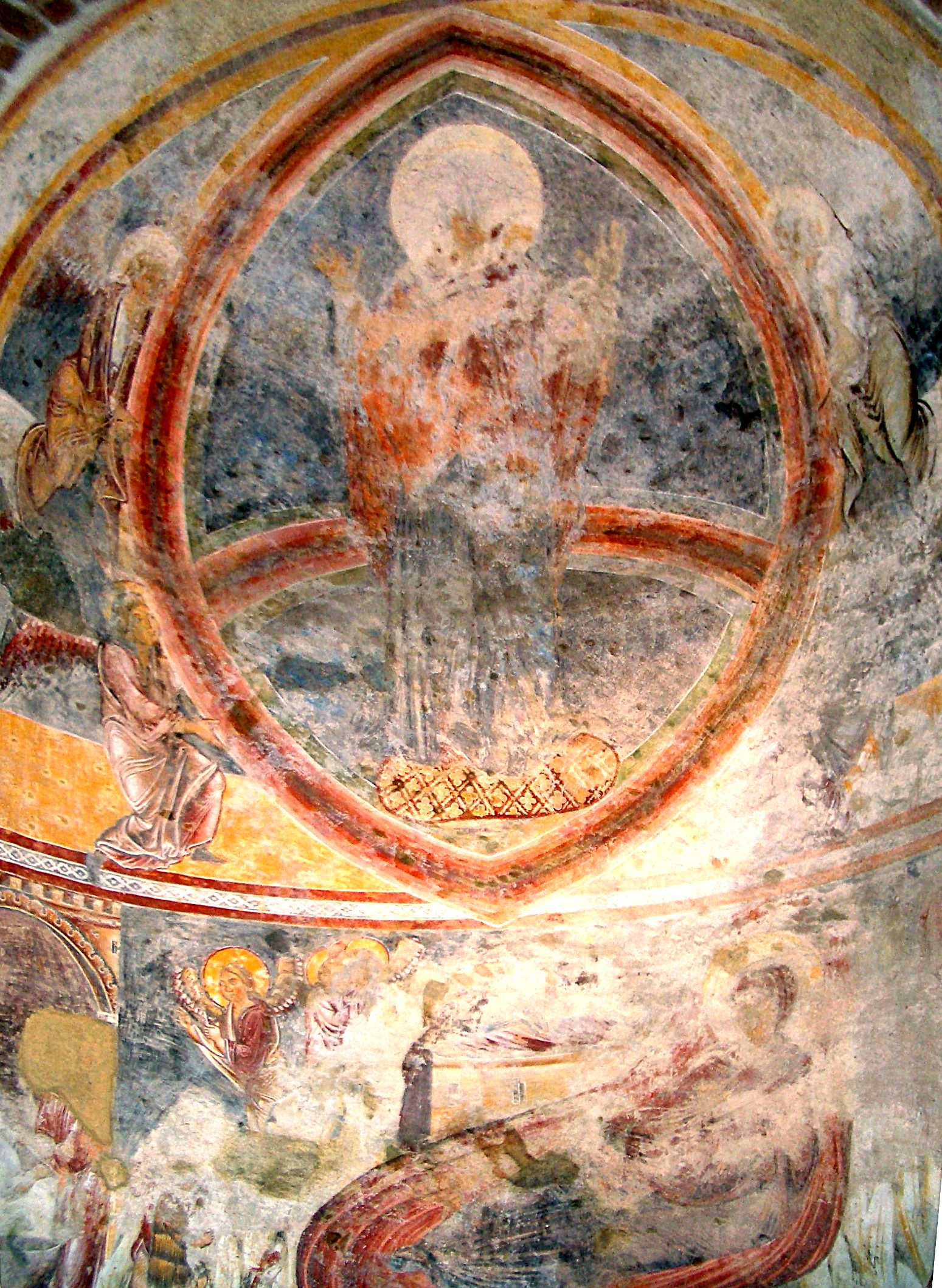
Fresco del baptisterio de San Juan[10] en Riva San Vitale, de difícil datación (siglos X al XII).
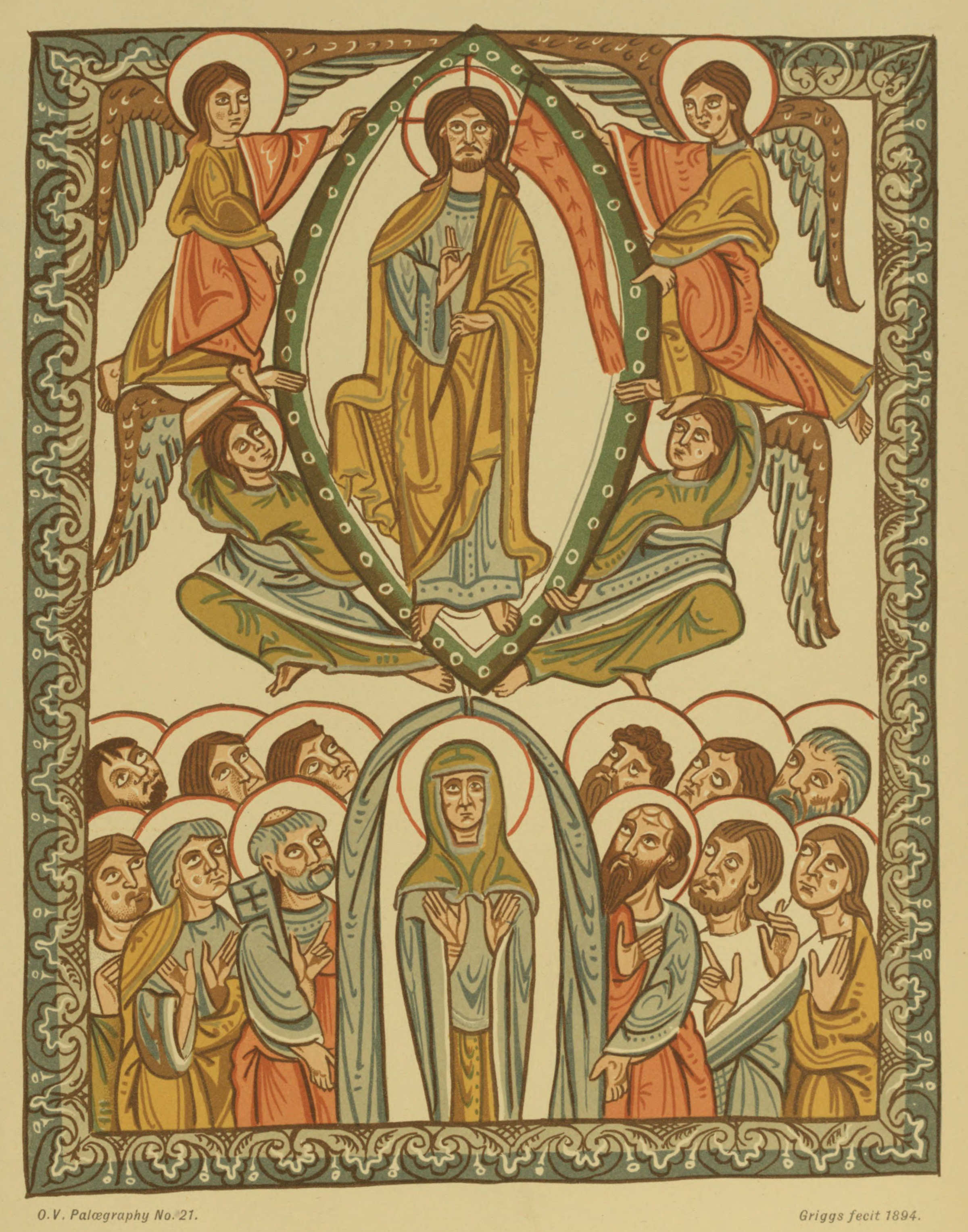
Ilustración de la ascensión en el breviario suabo de Ottenbeuern, ca. 1160.
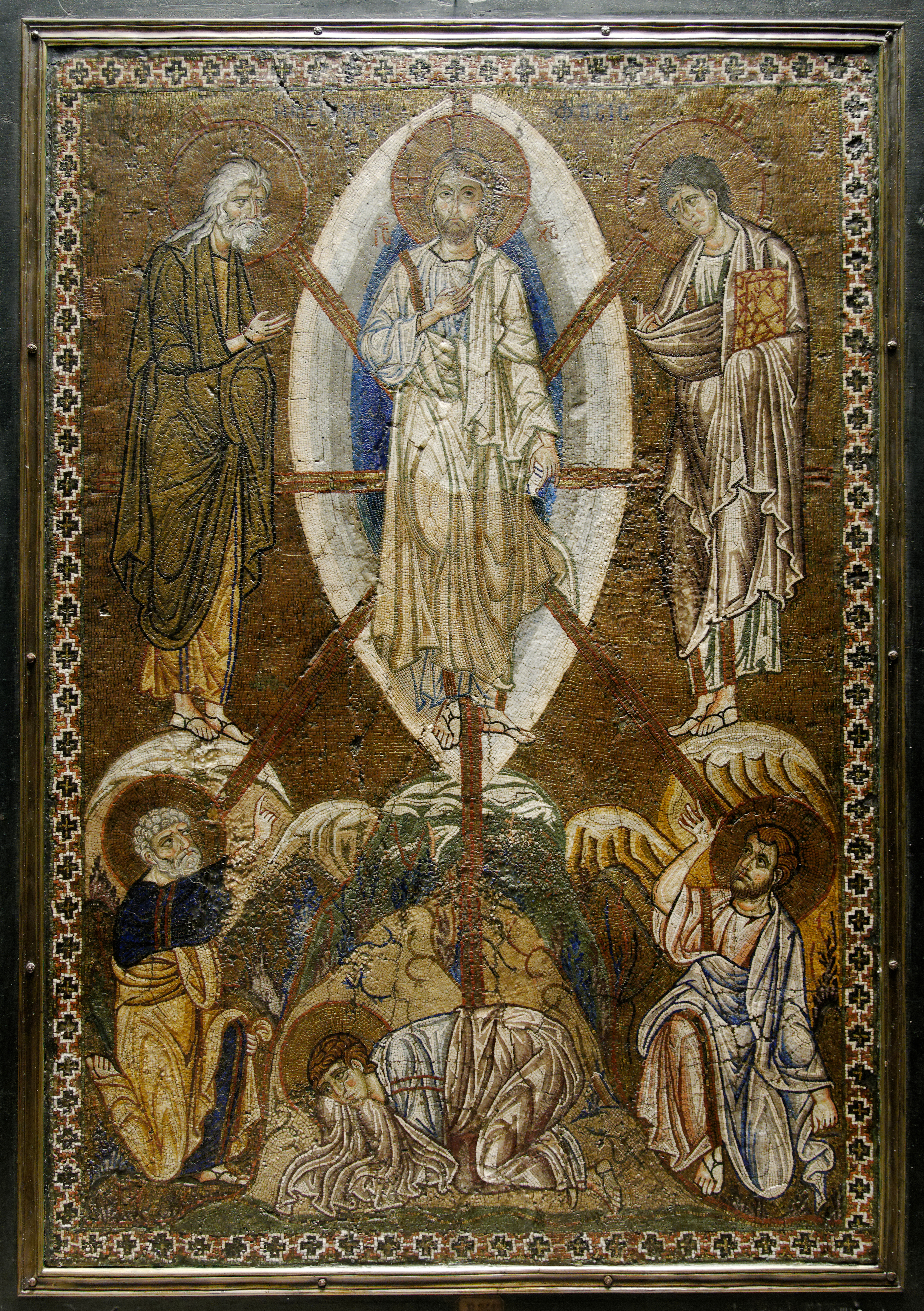
Icono bizantino de la transfiguración, ca. 1200.
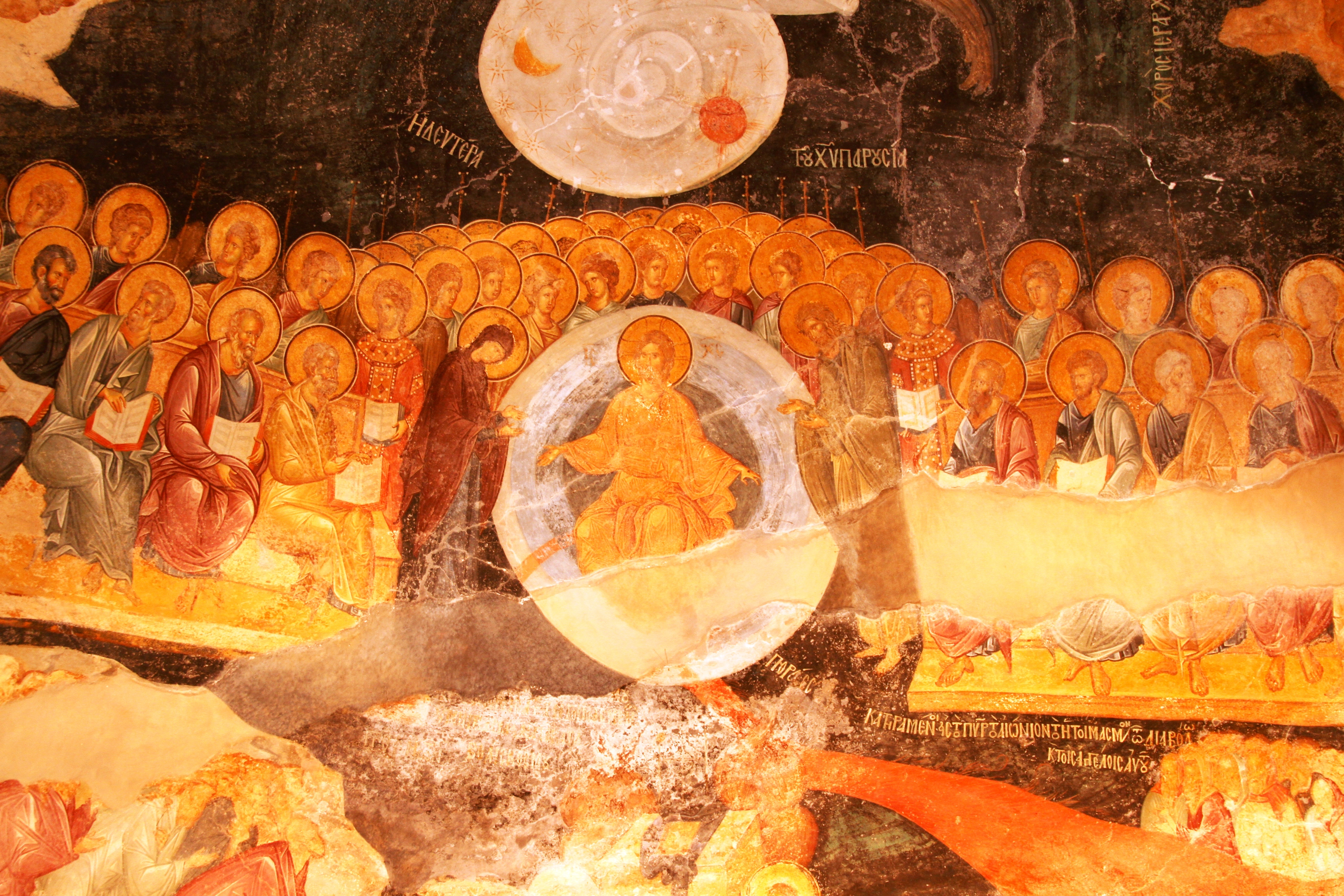
Fresco del juicio final en la iglesia de San Salvador de Cora, ca. 1300.
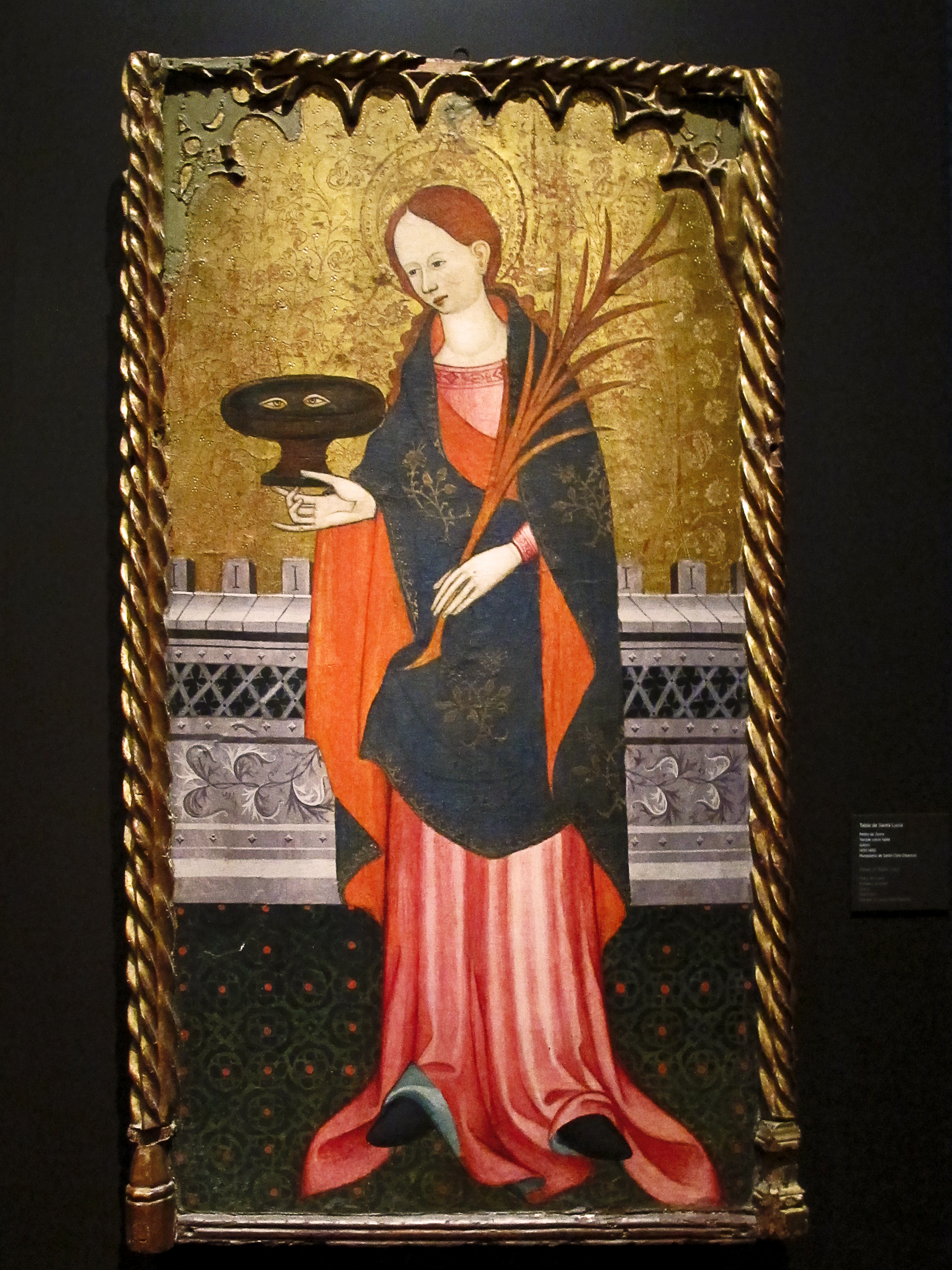
Tabla de Santa Lucía (el fondo dorado simboliza su condición de santa que contempla la gloria de Dios), Gótico internacional.
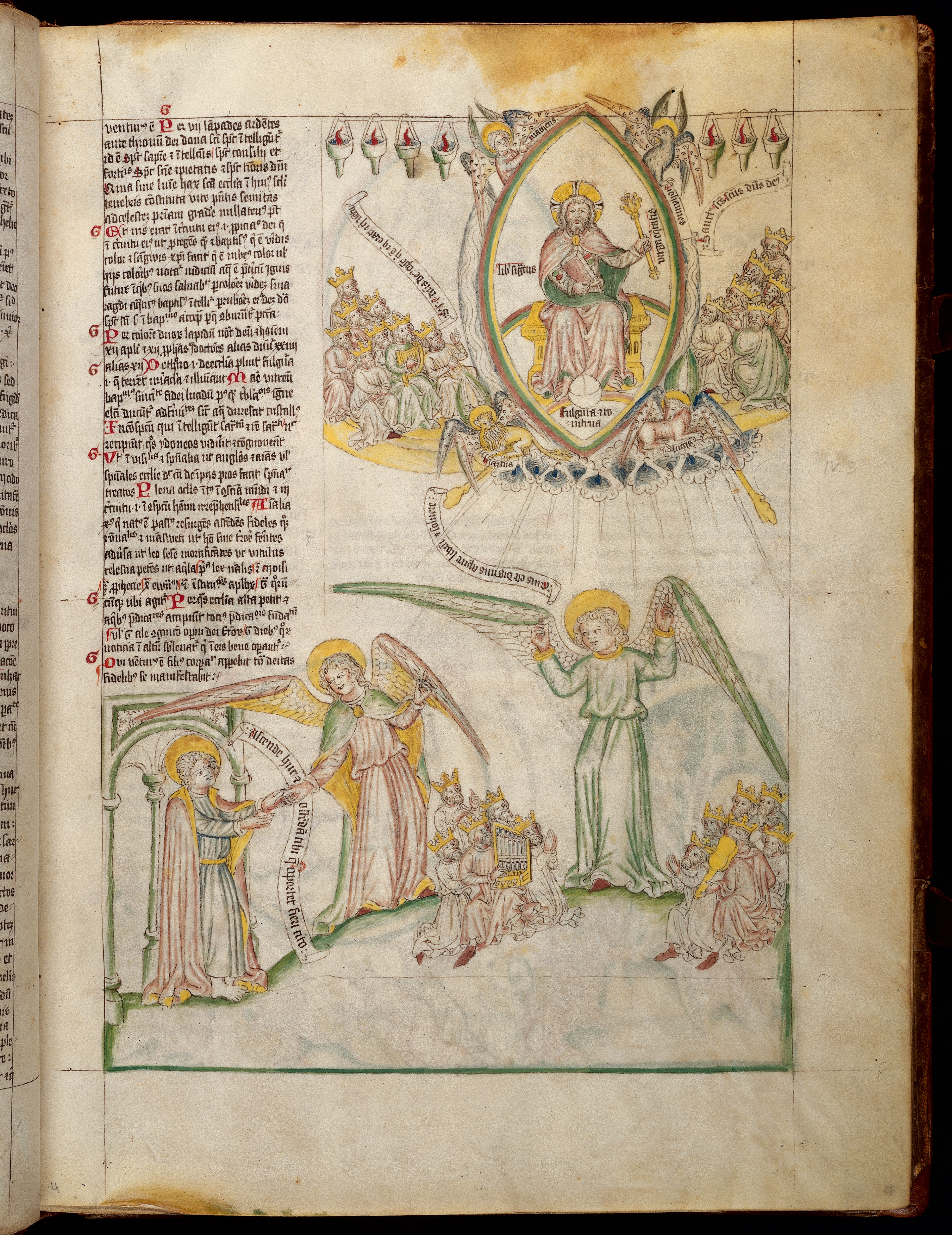
Visión de la gloria de Dios en una ilustración del Apocalipsis, ca. 1420-1430.
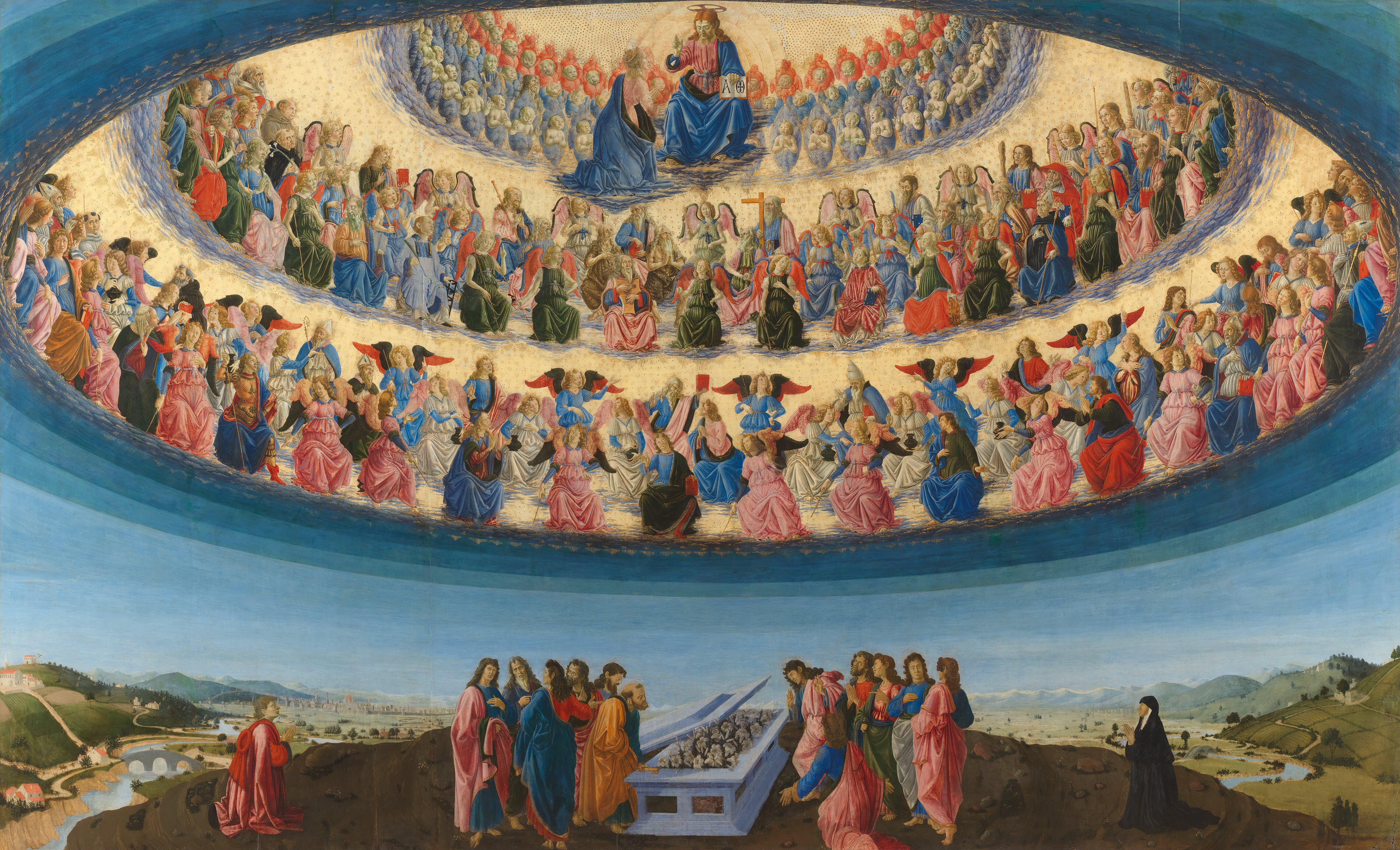
Asunción de la Virgen (Botticini),[11] ca. 1475.
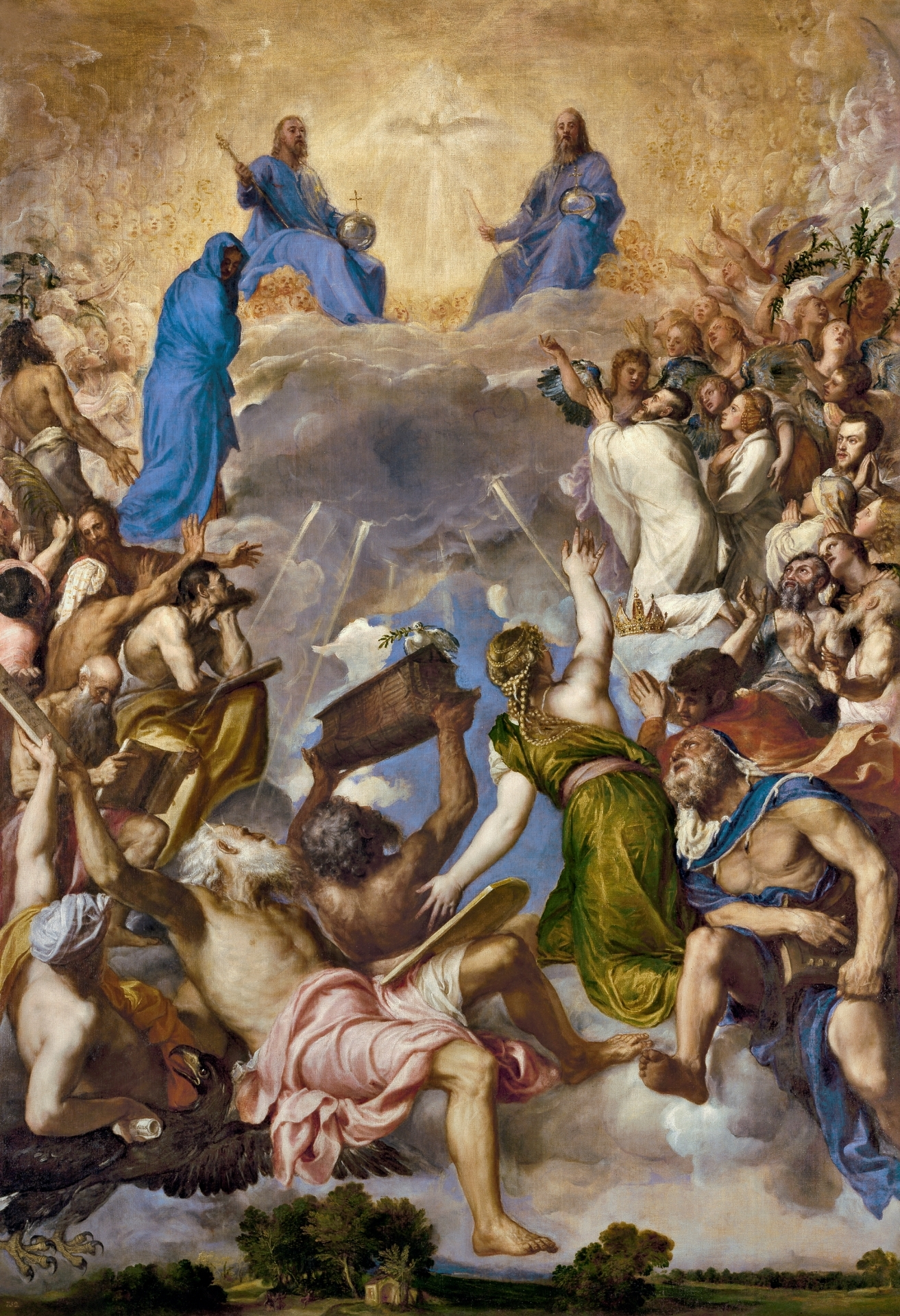
La Gloria (1551-1554), óleo sobre lienzo de Tiziano.
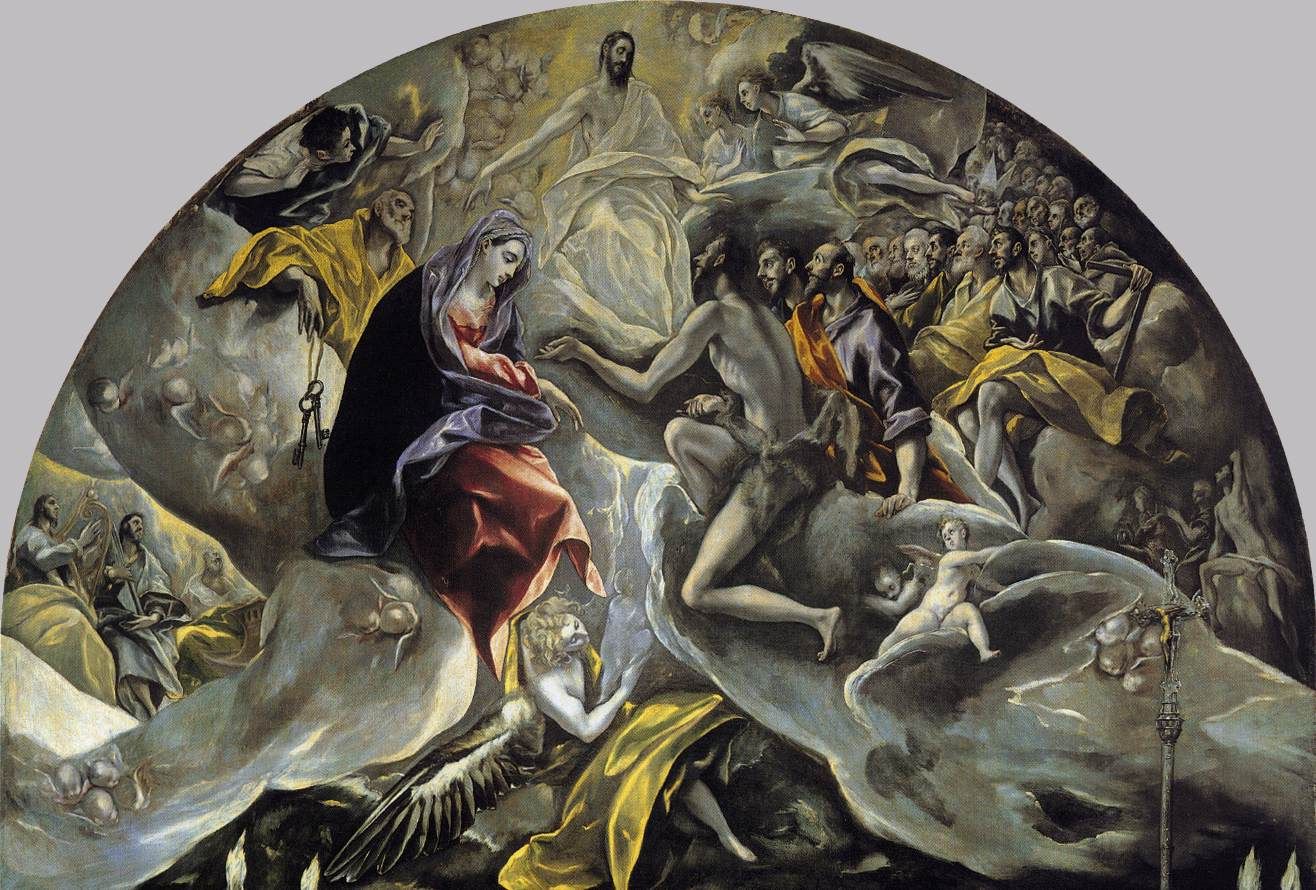
Plano celestial de El entierro del Conde de Orgaz, de El Greco, 1586-1588.
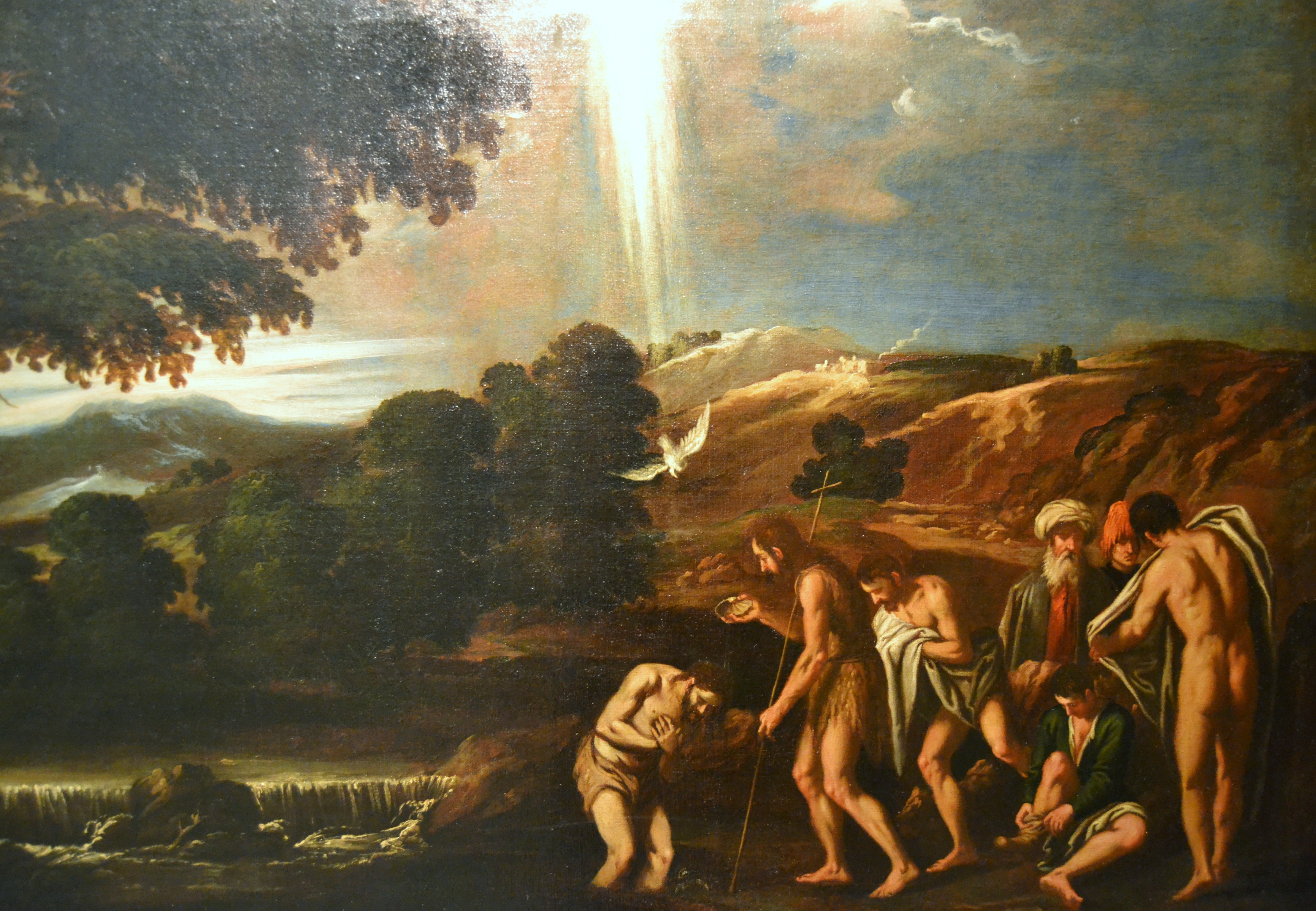
Bautismo de Cristo, de Pedro de Orrente, siglo XVII. "Apenas fue bautizado, Jesús salió del agua. En ese momento se abrieron los cielos, y vio al Espíritu de Dios descender como una paloma y dirigirse hacia él".
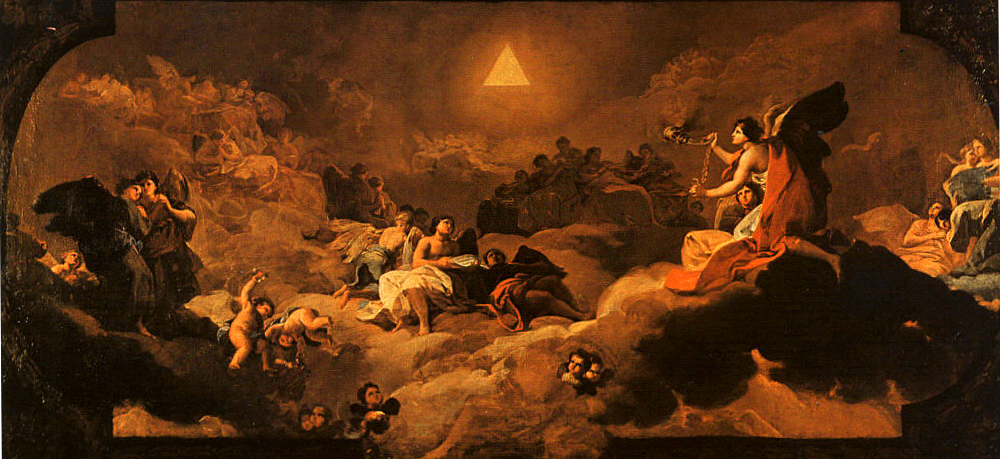
La Gloria (1772) o Adoración del nombre de Dios, pintura al fresco de Francisco de Goya.

## Locuciones latinas
- Gloria Patri ("gloria al padre", oración cristiana de contenido trinitario)
- Gloria in excelsis ("gloria [a Dios] en las alturas", doxología mayor, himno litúrgico)
- Dei gloriam ("gloria de Dios" en latín)

- Ad maiorem Dei gloriam ("a la mayor gloria de Dios", lema de la Compañía de Jesús)

## Villancico
El popular "Villancico de gloria", también llamado "Nochebuena de gloria" o "Los caminos se hicieron" tiene como recurso rítmico la repetición de la palabra "gloria" insistentemente en el penúltimo verso de cada estrofa; y su estribillo es "Gloria al recién nacido, gloria". Dio nombre al cantaor jerezano Niño Gloria.